# شله

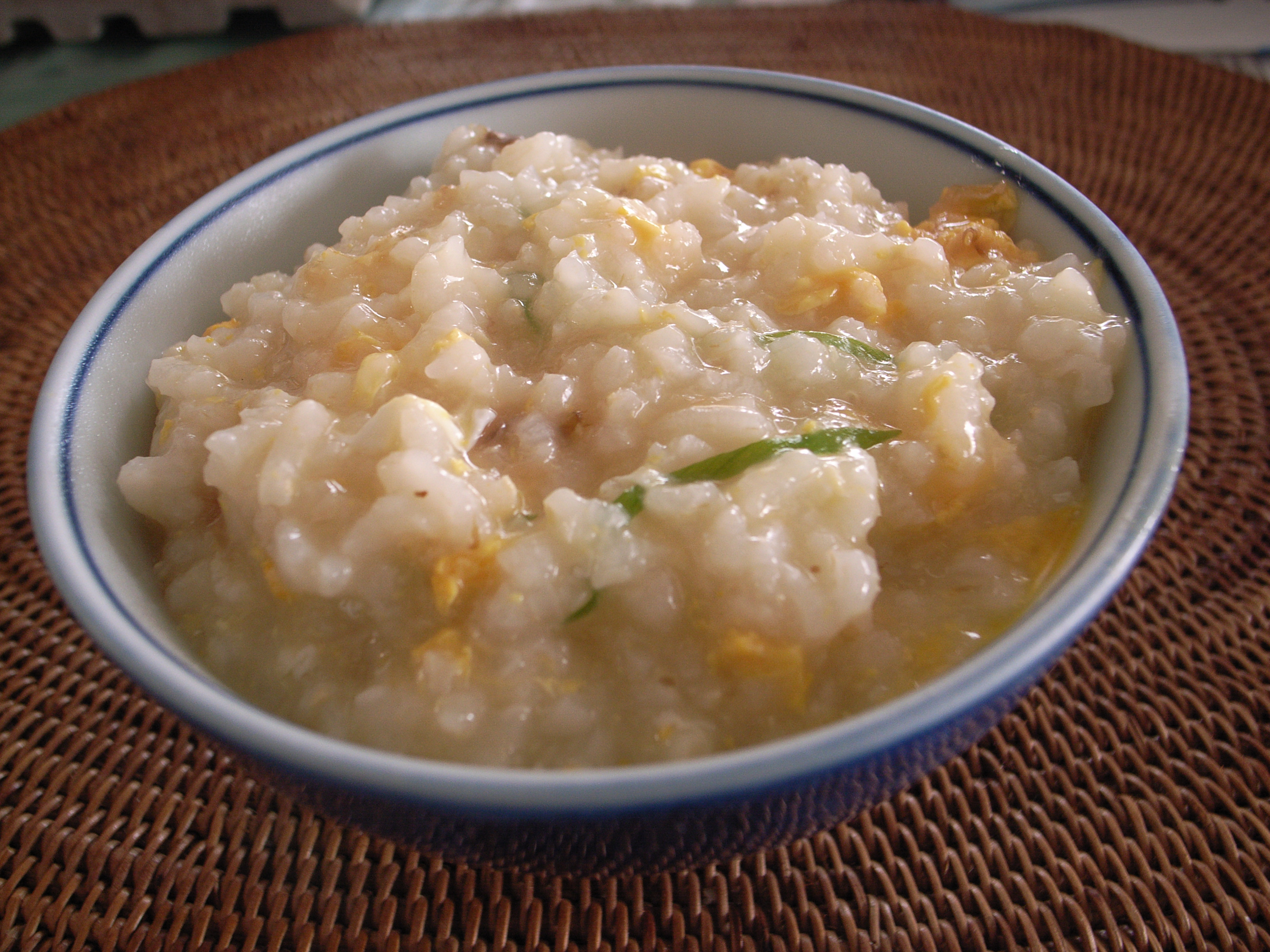
شله

شله نوعی غذا است. به آش برنج شله می‌گویند، نوعی از غذا که برنج را در آبگوشت به‌طور هریسه می‌پزند. این غذا در نقاط مختلف آسیا پخته می‌شود و در هر منطقه به نامی شهرت دارد از جمله در هندوستان کانگی، در ژاپن کایو و در ویتنام شائو نامیده می‌شود.

## در ایران
انواع بسیار گوناگونی از این گروه غذا وجود دارد که از آن جمله می‌توان به شله زرد (دسر سنتی)، شله مشهدی (غذای محلی)، آش شله قلمکار می‌توان اشاره کرد.

## در ژاپن

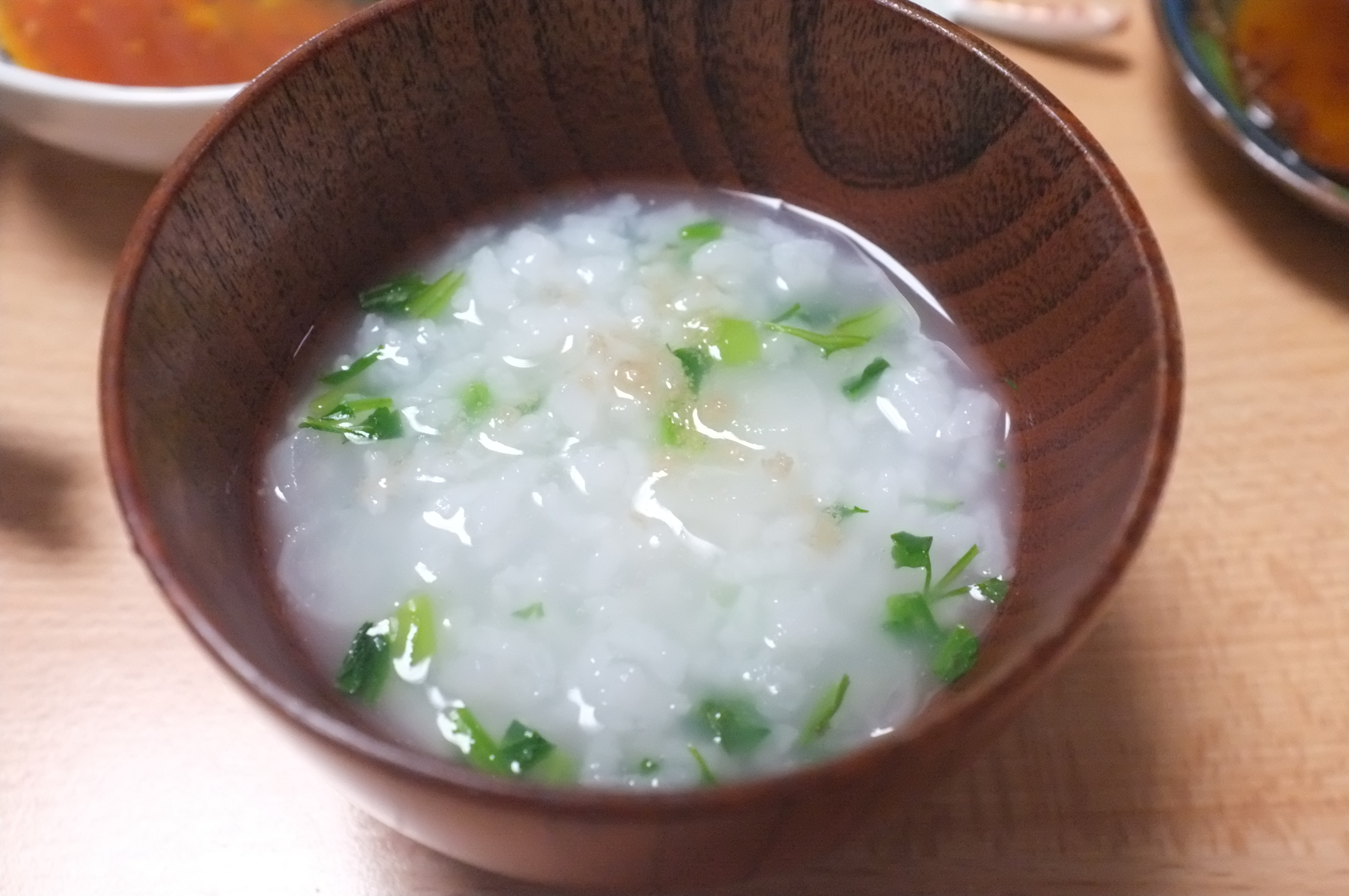
کایو

کایو (به ژاپنی: 粥, お粥 Kayu, Okayu)، یکی از انواع گوهان (برنج پخته ژاپنی) است. به‌طور کلی به نوعی برنج گفته می‌شود که نسبت به برنج معمولی میزان آب بیشتری برای پخت بکار رفته و نرمی برنج بیشتر است. هضم کایو بسیار آسان بوده و معمولاً برای بیماران، پیران و کودکان خردسال تهیه می‌شود. در آشپزی ژاپنی اصولاً کایو بدون مواد دیگر و به صورت ساده درست می‌شود اما در غذاخوری‌ها برای طعم دادن به کایو ممکن است از ایکورا، ساکه (ماهی)، تاراکو، تخم مرغ آب‌معدنی و دیگر مواد استفاده شود. در روز هفتم ژانویه توسط بعضی از مردم ژاپن نوعی کایو به نام ناناکوسا (به معنی هفت سبزی) که در آن هفت نوع سبزی بکار رفته پخته می‌شود. این اعتقاد در بین مردم وجود دارد که با خوردن این نوع هفت سبزی در سال پیش رو از انواع بیماری‌ها مصون می‌مانند.